# 人工血管接環
人工血管接環 （英語：Vascular ring）是一種使用鈦合金製造的中空環狀植入性醫療器材，獲美國FDA與台灣衛生署通過，使用於主動脈剝離與主動脈瘤的手術治療。由於主動脈是極為脆弱的組織，尤其在發生剝離是更是難以縫合，因此這類的手術，出血的可能性非常高。使用人工血管接環可以避免傳統的縫合方式，將接環套在人工血管裡面，再將人工血管套在主動脈裡面，然後用達克龍帶子從主動脈外面綑綁固定。由於接觸面較縫合的方式要大很多，因此可以比較有效的解決出血的問題，也可以在較短的時間裡完成血管脗和，減少其他的手術併發症。目前在台灣的多家醫院使用中。